# Liste des ministres français du Tourisme
Cet article présente la liste des membres du gouvernement français (ministres, secrétaires d’État) chargés du tourisme.
Le nom exact de la fonction peut varier à chaque nomination. Les dates indiquées sont les dates de prise ou de cessation des fonctions, qui sont en général la veille de la date de publication du décret de nomination au Journal officiel.
La ministre déléguée chargée du tourisme est Nathalie Delattre, depuis le 23 décembre 2024.

## Troisième République
| Ministre                       | Intitulé                                                             | Ministre de tutelle            | Intitulé                                               | Gouvernement                   | Date                           |
| Présidence de Gaston Doumergue | Présidence de Gaston Doumergue                                       | Présidence de Gaston Doumergue | Présidence de Gaston Doumergue                         | Présidence de Gaston Doumergue | Présidence de Gaston Doumergue |
| ------------------------------ | -------------------------------------------------------------------- | ------------------------------ | ------------------------------------------------------ | ------------------------------ | ------------------------------ |
| Gaston Gérard                  | Haut-commissaire au Tourisme                                         | Haut-commissaire au Tourisme   | Haut-commissaire au Tourisme                           | Tardieu 2                      | 02/03/1930 04/12/1930          |
| Gaston Gourdeau                | Sous-secrétaire d'État aux Travaux publics et au Tourisme            | Édouard Daladier               | Ministre des Travaux publics                           | Steeg                          | 13/12/1930 22/01/1931          |
| Gaston Gérard                  | Sous-secrétaire d'État chargé des Travaux publics et du Tourisme     | Maurice Deligne                | Ministre des Travaux publics                           | Laval 1                        | 27/01/1931 13/06/1931          |
| Présidence de Paul Doumer      |                                                                      |                                |                                                        |                                |                                |
| Gaston Gérard                  | Sous-secrétaire d'État chargé des Travaux publics et du Tourisme     | Maurice Deligne                | Ministre des Travaux publics                           | Laval 2                        | 13/06/1931 12/01/1932          |
| Gaston Gérard                  | Sous-secrétaire d'État chargé des Travaux publics et du Tourisme     | Maurice Deligne                | Ministre des Travaux publics                           | Laval 3                        | 14/01/1932 06/02/1932          |
| Aucun                          | Aucun                                                                | Aucun                          | Aucun                                                  | Tardieu 3                      | 20/02/1932 03/06/1932          |
| Présidence d'Albert Lebrun     |                                                                      |                                |                                                        |                                |                                |
| Gaston Gourdeau                | Sous-secrétaire d'État aux Travaux publics et au Tourisme            | Édouard Daladier               | Ministre des Travaux publics                           | Herriot 3                      | 03/06/1932 14/12/1932          |
| Aucun                          | Aucun                                                                | Aucun                          | Aucun                                                  | Paul-Boncour                   | 18/12/1932 28/01/1933          |
| Aucun                          | Aucun                                                                | Aucun                          | Aucun                                                  | Daladier 1                     | 31/01/1933 24/10/1933          |
| Aucun                          | Aucun                                                                | Aucun                          | Aucun                                                  | Sarraut 1                      | 26/10/1933 24/11/1933          |
| Aucun                          | Aucun                                                                | Aucun                          | Aucun                                                  | Chautemps 2                    | 26/11/1933 27/11/1934          |
| Raymond Patenôtre              | Sous-secrétaire d’État chargé de l'Économie nationale et du Tourisme | Édouard Daladier               | Président du conseil, ministre des Affaires étrangères | Daladier 2                     | 30/01/1934 07/02/1934          |
| Aucun                          | Aucun                                                                | Aucun                          | Aucun                                                  | Doumergue 2                    | 09/02/1934 08/11/1934          |
| Aucun                          | Aucun                                                                | Aucun                          | Aucun                                                  | Flandin 1                      | 08/11/1934 31/05/1935          |
| Aucun                          | Aucun                                                                | Aucun                          | Aucun                                                  | Laval 4                        | 07/06/1935 22/01/1936          |
| Aucun                          | Aucun                                                                | Aucun                          | Aucun                                                  | Sarraut 2                      | 24/01/1936 04/06/1936          |
| Aucun                          | Aucun                                                                | Aucun                          | Aucun                                                  | Blum 1                         | 04/06/1936 21/06/1937          |
| Aucun                          | Aucun                                                                | Aucun                          | Aucun                                                  | Chautemps 3                    | 29/06/1937 14/01/1938          |
| Aucun                          | Aucun                                                                | Aucun                          | Aucun                                                  | Chautemps 4                    | 18/01/1938 10/03/1938          |
| Aucun                          | Aucun                                                                | Aucun                          | Aucun                                                  | Blum 2                         | 13/03/1938 08/04/1938          |
| Aucun                          | Aucun                                                                | Aucun                          | Aucun                                                  | Daladier 3                     | 12/04/1938 13/05/1939          |
| Aucun                          | Aucun                                                                | Aucun                          | Aucun                                                  | Daladier 4                     | 11/05/1939 13/09/1939          |
| Aucun                          | Aucun                                                                | Aucun                          | Aucun                                                  | Daladier 5                     | 13/09/1939 20/03/1940          |
| Aucun                          | Aucun                                                                | Aucun                          | Aucun                                                  | Reynaud                        | 22/03/1940 16/06/1940          |
| Aucun                          | Aucun                                                                | Aucun                          | Aucun                                                  | Pétain                         | 16/06/1940 10/07/1940          |

## Quatrième République
| Ministre                     | Intitulé                                                                                    | Gouvernement                 | Date                         |
| Présidence de Vincent Auriol | Présidence de Vincent Auriol                                                                | Présidence de Vincent Auriol | Présidence de Vincent Auriol |
| ---------------------------- | ------------------------------------------------------------------------------------------- | ---------------------------- | ---------------------------- |
| Henri Queuille               | Ministre des Travaux publics, des Transports et du Tourisme                                 | Schuman 2                    | 05/09/1948 07/09/1948        |
| Christian Pineau             | Ministre des Travaux publics, des Transports et du Tourisme                                 | Queuille 1                   | 11/09/1948 05/10/1949        |
| Christian Pineau             | Ministre des Travaux publics, des Transports et du Tourisme                                 | Bidault 2                    | 28/10/1949 07/02/1950        |
| Jacques Chastellain          | Ministre des Travaux publics, des Transports et du Tourisme                                 | Bidault 3                    | 07/02/1950 24/06/1950        |
| Maurice Bourgès-Maunoury     | Ministre des Travaux publics, des Transports et du Tourisme                                 | Queuille 2                   | 02/07/1950 04/07/1950        |
| Antoine Pinay                | Ministre des Travaux publics, des Transports et du Tourisme                                 | Pleven 1                     | 12/07/1950 28/02/1951        |
| Antoine Pinay                | Ministre des Travaux publics, des Transports et du Tourisme                                 | Queuille 3                   | 10/03/1951 10/07/1951        |
| Antoine Pinay                | Ministre des Travaux publics, des Transports et du Tourisme                                 | Pleven 2                     | 11/08/1951 07/01/1952        |
| Antoine Pinay                | Ministre des Travaux publics, des Transports et du Tourisme                                 | Faure 1                      | 20/01/1952 28/02/1952        |
| André Morice                 | Ministre des Travaux publics, des Transports et du Tourisme                                 | Pinay                        | 08/03/1952 23/12/1953        |
| André Morice                 | Ministre des Travaux publics, des Transports et du Tourisme                                 | Mayer                        | 08/01/1953 21/05/1953        |
| Jacques Chastellain          | Ministre des Travaux publics, des Transports et du Tourisme                                 | Laniel 1                     | 28/06/1953 16/01/1954        |
| Présidence de René Coty      |                                                                                             |                              |                              |
| Jacques Chastellain          | Ministre des Travaux publics, des Transports et du Tourisme                                 | Laniel 2                     | 16/01/1954 12/06/1954        |
| Jacques Chaban-Delmas        | Ministre des Travaux publics, des Transports et du Tourisme                                 | Mendès France                | 19/06/1954 14/08/1954        |
| Maurice Bourgès-Maunoury     | Ministre des Travaux publics, des Transports et du Tourisme                                 | Mendès France                | 14/08/1954 03/09/1954        |
| Jacques Chaban-Delmas        | Ministre des Travaux publics, des Transports et du Tourisme                                 | Mendès France                | 03/09/1954 23/02/1955        |
| Édouard Corniglion-Molinier  | Ministre des Travaux publics, des Transports et du Tourisme                                 | Faure 2                      | 23/02/1955 24/01/1956        |
| Aucun                        | Aucun                                                                                       | Mollet                       | 01/02/1956 21/05/1957        |
| Édouard Bonnefous            | Ministre des Travaux publics, des Transports et du Tourisme                                 | Bourgès-Maunoury             | 13/06/1957 30/09/1957        |
| Édouard Bonnefous            | Ministre des Travaux publics, des Transports et du Tourisme                                 | Gaillard                     | 06/11/1957 13/05/1958        |
| Édouard Bonnefous            | Ministre des Travaux publics, des Transports et du Tourisme                                 | Pflimlin                     | 13/05/1958 28/05/1968        |
| Antoine Pinay                | Ministre des Finances, de l'Agriculture, des Travaux publics, des Transports et du Tourisme | De Gaulle 3                  | 3/06/1958 09/06/1958         |
| Robert Buron                 | Ministre des Travaux publics, des Transports et du Tourisme                                 | De Gaulle 3                  | 09/06/1958 08/01/1959        |

## Cinquième République
| Ministre                               | Intitulé | Ministre de tutelle                                                                  | Intitulé                                                                                           | Gouvernement                    | Date                            |
| Présidence de Charles de Gaulle        | Présidence de Charles de Gaulle | Présidence de Charles de Gaulle                                                      | Présidence de Charles de Gaulle                                                                    | Présidence de Charles de Gaulle | Présidence de Charles de Gaulle |
| -------------------------------------- | --- | ------------------------------------------------------------------------------------ | -------------------------------------------------------------------------------------------------- | ------------------------------- | ------------------------------- |
| Aucun                                  | Aucun | Aucun                                                                                | Aucun                                                                                              | Debré                           | 08/01/1959 14/04/1962           |
| Aucun                                  | Aucun | Aucun                                                                                | Aucun                                                                                              | Pompidou 1                      | 14/04/1962 28/11/1962           |
| Aucun                                  | Aucun | Aucun                                                                                | Aucun                                                                                              | Pompidou 2                      | 28/11/1962 20/03/1962           |
| Pierre Dumas                           | Secrétaire d'État chargé des Relations avec le Parlement, du Tourisme et de la Promotion sociale                                          | Georges Pompidou                                                                     | Premier ministre                                                                                   | Pompidou 2                      | 20/03/1963 08/01/1966           |
| Pierre Dumas                           | Secrétaire d'État chargé des Relations avec le Parlement, du Tourisme et de la Promotion sociale                                          | Georges Pompidou                                                                     | Premier ministre                                                                                   | Pompidou 3                      | 08/01/1966 01/04/1967           |
| Pierre Dumas                           | Secrétaire d'État au Tourisme | Georges Pompidou                                                                     | Premier ministre                                                                                   | Pompidou 4                      | 01/04/1967 31/05/1968           |
| Henri Rey                              | Ministre d'État chargé du Tourisme | Ministre d'État chargé du Tourisme                                                   | Ministre d'État chargé du Tourisme                                                                 | Pompidou 4                      | 31/05/1968 10/07/1968           |
| Aucun                                  | Aucun | Aucun                                                                                | Aucun                                                                                              | Couve de Murville               | 10/07/1968 20/06/1969           |
| Présidence de Georges Pompidou         | |                                                                                      | |                                 |                                 |
| Marcel Anthonioz                       | Secrétaire d'État chargé du Tourisme | Albin Chalandon                                                                      | Ministre de l'Équipement et du Logement                                                            | Chaban-Delmas                   | 20/06/1969 05/07/1972           |
| Aucun                                  | Aucun | Aucun                                                                                | Aucun                                                                                              | Messmer 1                       | 05/07/1972 12/04/1972           |
| Olivier Guichard                       | Ministre de l'Aménagement du territoire, de l'Équipement, du Logement et du Tourisme                                                      | Ministre de l'Aménagement du territoire, de l'Équipement, du Logement et du Tourisme | Ministre de l'Aménagement du territoire, de l'Équipement, du Logement et du Tourisme               | Messmer 1                       | 12/04/1972 02/04/1973           |
| Aimé Paquet                            | Secrétaire d'État chargé du Tourisme | Olivier Guichard                                                                     | Ministre de l'Aménagement du territoire, de l'Equipement, du Logement et du Tourisme               | Messmer 2                       | 02/04/1973 28/05/1974           |
| Aucun                                  | Aucun | Aucun                                                                                | Aucun                                                                                              | Messmer 3                       | 27/02/1974 27/05/1974           |
| Présidence de Valéry Giscard d'Estaing | |                                                                                      | |                                 |                                 |
| Gérard Ducray                          | Secrétaire d'État chargé du Tourisme | André Jarrot                                                                         | Ministre de la Qualité de la vie                                                                   | Chirac 1                        | 28/05/1974 25/08/1976           |
| Jacques Médecin                        | Secrétaire d'État chargé du Tourisme | André Jarrot                                                                         | Ministre de la Qualité de la vie                                                                   | Chirac 1                        | 12/01/1976 25/08/1976           |
| Jacques Médecin                        | Secrétaire d'État chargé du Tourisme | André Fosset                                                                         | Ministre de la Qualité de la vie                                                                   | Barre 1                         | 25/08/1976 29/03/1977           |
| Jacques Médecin                        | Secrétaire d'État chargé du Tourisme | Michel d'Ornano                                                                      | Ministre de la Culture et de l'Environnement                                                       | Barre 2                         | 30/03/1977 31/03/1978           |
| Aucun                                  | Aucun | Aucun                                                                                | Aucun                                                                                              | Barre 3                         | 03/04/1978 21/05/1981           |
| Présidence de François Mitterrand      | |                                                                                      | |                                 |                                 |
| François Abadie                        | Secrétaire d'État au Tourisme | André Henry                                                                          | Ministre du Temps libre                                                                            | Mauroy 1                        | 22/05/1981 22/06/1981           |
| François Abadie                        | Secrétaire d'État au Tourisme | André Henry                                                                          | Ministre du Temps libre                                                                            | Mauroy 2                        | 22/06/1981 22/03/1983           |
| Roland Carraz                          | Secrétaire d'État au Tourisme | Édith Cresson                                                                        | Ministre du Commerce extérieur et du Tourisme                                                      | Mauroy 3                        | 22/03/1983 17/07/1984           |
| Michel Crépeau                         | Ministre du Commerce, de l'Artisanat et du Tourisme                                                                                       | Ministre du Commerce, de l'Artisanat et du Tourisme                                  | Ministre du Commerce, de l'Artisanat et du Tourisme                                                | Fabius                          | 17/07/1984 19/02/1986           |
| Jean-Marie Bockel                      | Ministre du Commerce, de l'Artisanat et du Tourisme                                                                                       | Ministre du Commerce, de l'Artisanat et du Tourisme                                  | Ministre du Commerce, de l'Artisanat et du Tourisme                                                | Fabius                          | 19/02/1986 20/03/1988           |
| Aucun                                  | Aucun | Alain Madelin                                                                        | Ministre de l'Industrie, des P. et T. et du Tourisme                                               | Chirac 2                        | 20/03/1986 25/03/1986           |
| Jean-Jacques Descamps                  | Secrétaire d'État chargé du Tourisme | Alain Madelin                                                                        | Ministre de l'Industrie, des P. et T. et du Tourisme                                               | Chirac 2                        | 25/03/1986 10/05/1988           |
| François Doubin                        | Ministre chargé du Commerce, de l'Artisanat et du Tourisme                                                                                | Roger Fauroux                                                                        | Ministre de l'Industrie, du Commerce extérieur et de l'Aménagement du territoire                   | Rocard 1                        | 10/05/1988 23/06/1988           |
| Olivier Stirn                          | Ministre délégué au Tourisme | Roger Fauroux                                                                        | Ministre de l'Industrie et de l'Aménagement du territoire                                          | Rocard 2                        | 23/06/1988 05/07/1990           |
| Jean-Marie Rausch                      | Ministre du Commerce extérieur et du Tourisme                                                                                             | Roger Fauroux                                                                        | Ministre de l'Industrie et de l'Aménagement du territoire                                          | Rocard 2                        | 05/07/1990 17/07/1990           |
| Jean-Michel Baylet                     | Ministre délégué au Tourisme | Roger Fauroux                                                                        | Ministre de l'Industrie et de l'Aménagement du territoire                                          | Rocard 2                        | 17/07/1990 15/05/1991           |
| Jean-Michel Baylet                     | Ministre délégué au Tourisme | Paul Quilès                                                                          | Ministre de l'Équipement, du Logement, des Transports et de l'Espace                               | Cresson                         | 15/05/1991 02/04/1992           |
| Jean-Michel Baylet                     | Ministre délégué au Tourisme | Dominique Strauss-Kahn                                                               | Ministre de l'Industrie et du Commerce extérieur                                                   | Bérégovoy                       | 02/04/1992 28/03/1993           |
| Aucun                                  | Aucun | Bernard Bosson                                                                       | Ministre de l'Équipement, des Transports et du Tourisme                                            | Balladur                        | 29/03/1993 18/05/1995           |
| Présidence de Jacques Chirac           | |                                                                                      | |                                 |                                 |
| Françoise de Panafieu                  | Ministre du Tourisme | Plein exercice                                                                       | Plein exercice                                                                                     | Juppé 1                         | 18/05/1995 07/11/1995           |
| Bernard Pons                           | Ministre de l'Équipement, du Logement, des Transports et du Tourisme                                                                      | Plein exercice                                                                       | Plein exercice                                                                                     | Juppé 2                         | 07/11/1995 04/06/1997           |
| Michelle Demessine                     | Secrétaire d'État au Tourisme | Jean-Claude Gayssot                                                                  | Ministre de l'Équipement, des Transports et du Logement                                            | Jospin                          | 04/06/1997 23/10/2001           |
| Jacques Brunhes                        | Secrétaire d'État au Tourisme | Jean-Claude Gayssot                                                                  | Ministre de l'Équipement, des Transports et du Logement                                            | Jospin                          | 23/10/2001 06/05/2002           |
| Aucun                                  | Aucun | Gilles de Robien                                                                     | Ministre de l'Équipement, des Transports, du Logement, du Tourisme et de la Mer                    | Raffarin 1                      | 06/05/2002 17/06/2002           |
| Léon Bertrand                          | Secrétaire d'État au Tourisme | Gilles de Robien                                                                     | Ministre de l'Équipement, des Transports, du Logement, du Tourisme et de la Mer                    | Raffarin 2                      | 17/06/2002 30/03/2004           |
| Léon Bertrand                          | Ministre délégué au Tourisme | Gilles de Robien                                                                     | Ministre de l'Équipement, des Transports, de l'Aménagement du territoire, du Tourisme et de la Mer | Raffarin 3                      | 30/03/2004 31/05/2005           |
| Léon Bertrand                          | Ministre délégué au Tourisme | Dominique Perben                                                                     | Ministre des Transports, de l'Équipement, du Tourisme et de la Mer                                 | De Villepin                     | 31/05/2005 15/05/2007           |
| Présidence de Nicolas Sarkozy          | |                                                                                      | |                                 |                                 |
| Aucun                                  | Aucun | Jean-Louis Borloo                                                                    | Ministre de l'Économie, des Finances et de l'Emploi                                                | Fillon 1                        | 17/05/2007 18/06/2007           |
| Luc Chatel                             | Secrétaire d'État chargé de la Consommation et du Tourisme                                                                                | Christine Lagarde                                                                    | Ministre de l'Économie, des Finances et de l'Emploi                                                | Fillon 2                        | 18/06/2007 18/03/2008           |
| Hervé Novelli                          | Secrétaire d'État chargé du Commerce, de l'Artisanat, des PME, du Tourisme, des Services et de la Consommation                            | Christine Lagarde                                                                    | Ministre de l'Économie, de l'Industrie et de l'Emploi                                              | Fillon 2                        | 18/03/2008 13/10/2010           |
| Frédéric Lefebvre                      | Secrétaire d’État chargé du Commerce, de l’Artisanat, des PME, du Tourisme, des Services, des Professions libérales et de la Consommation | Christine Lagarde                                                                    | Ministre de l’Économie, des Finances et de l’Industrie                                             | Fillon 3                        | 14/10/2010 29/06/2011           |
| Frédéric Lefebvre                      | Secrétaire d’État chargé du Commerce, de l’Artisanat, des PME, du Tourisme, des Services, des Professions libérales et de la Consommation | François Baroin                                                                      | Ministre de l’Économie, des Finances et de l’Industrie                                             | Fillon 3                        | 29/06/2011 10/05/2012           |
| Présidence de François Hollande        | |                                                                                      | |                                 |                                 |
| Sylvia Pinel                           | Ministre déléguée à l'Artisanat au Commerce et au Tourisme                                                                                | Arnaud Montebourg                                                                    | Ministre du Redressement productif                                                                 | Ayrault 1                       | 15/05/2012 18/06/2012           |
| Sylvia Pinel                           | Ministre de l'Artisanat, du Commerce et du Tourisme                                                                                       | Ministre de l'Artisanat, du Commerce et du Tourisme                                  | Ministre de l'Artisanat, du Commerce et du Tourisme                                                | Ayrault 2                       | 18/06/2012 31/03/2014           |
| Fleur Pellerin                         | Secrétaire d'État chargé du Commerce extérieur, de la Promotion du tourisme et des Français de l'étranger                                 | Laurent Fabius                                                                       | Ministre des Affaires étrangères et du Développement international                                 | Valls 1                         | 02/04/2014 25/08/2014           |
| Thomas Thévenoud                       | Secrétaire d'État chargé du Commerce extérieur, de la Promotion du tourisme et des Français de l'étranger                                 | Laurent Fabius                                                                       | Ministre des Affaires étrangères et du Développement international                                 | Valls 2                         | 26/08/2014 04/09/2014           |
| Matthias Fekl                          | Secrétaire d'État chargé du Commerce extérieur, de la Promotion du tourisme et des Français de l'étranger                                 | Laurent Fabius                                                                       | Ministre des Affaires étrangères et du Développement international                                 | Valls 2                         | 04/09/2014 11/02/2016           |
| Matthias Fekl                          | Secrétaire d'État chargé du Commerce extérieur, de la Promotion du tourisme et des Français de l'étranger                                 | Jean-Marc Ayrault                                                                    | Ministre des Affaires étrangères et du Développement international                                 | Valls 2                         | 11/02/2016 06/12/2016           |
| Matthias Fekl                          | Secrétaire d'État chargé du Commerce extérieur, de la Promotion du tourisme et des Français de l'étranger                                 | Jean-Marc Ayrault                                                                    | Ministre des Affaires étrangères et du Développement international                                 | Cazeneuve                       | 06/12/2016 21/03/2017           |
| Présidence d'Emmanuel Macron           | |                                                                                      | |                                 |                                 |
| Aucun                                  | Aucun | Jean-Yves Le Drian                                                                   | Ministre de l'Europe et des Affaires étrangères                                                    | Philippe 1                      | 17/05/2017 21/06/2017           |
| Jean-Baptiste Lemoyne                  | Secrétaire d'État | Jean-Yves Le Drian                                                                   | Ministre de l'Europe et des Affaires étrangères                                                    | Philippe 2                      | 21/06/2017 03/07/2020           |
| Jean-Baptiste Lemoyne                  | Secrétaire d'État chargé du Tourisme, des Français de l’étranger et de la Francophonie                                                    | Jean-Yves Le Drian                                                                   | Ministre de l'Europe et des Affaires étrangères                                                    | Castex                          | 26/07/2020 08/12/2021           |
| Jean-Baptiste Lemoyne                  | Ministre délégué chargé du tourisme, des Français de l'étranger, de la francophonie et des petites et moyennes entreprises                | Jean-Yves Le Drian                                                                   | Ministre de l'Europe et des Affaires étrangères                                                    | Castex                          | 08/12/2021 20/05/2022           |
| Aucun                                  | Aucun | Bruno Le Maire                                                                       | Ministre de l'Économie et des Finances                                                             | Borne                           | 20/05/2022 04/07/2022           |
| Olivia Grégoire                        | Ministre déléguée chargée des Petites et Moyennes Entreprises, du Commerce, de l'Artisanat et du Tourisme                                 | Bruno Le Maire                                                                       | Ministre de l'Économie, des Finances et de la Souveraineté industrielle et numérique               | Borne                           | 04/07/2022 11/01/2024           |
| Olivia Grégoire                        | Ministre déléguée chargée des Entreprises, du Tourisme et de la Consommation                                                              | Bruno Le Maire                                                                       | Ministre de l'Économie, des Finances et de la Souveraineté industrielle et numérique               | Attal                           | 08/02/2024 21/09/2024           |
| Marina Ferrari                         | Ministre déléguée chargée de l'Économie du tourisme                                                                                       | Antoine Armand                                                                       | Ministre de l'Économie, des Finances et de l'Industrie                                             | Barnier                         | 21/09/2024 23/12/2204           |
| Nathalie Delattre                      | Ministre déléguée chargée du Tourisme | Éric Lombard                                                                         | Ministre de l’Économie, des Finances et de la Souveraineté industrielle et numérique               | Bayrou                          | 23 décembre 2024                |